# Parantica kirbyi
Parantica kirbyi је врста лептира из породице шаренаца (лат. Nymphalidae).

## Распрострањење
Врста има станиште у Индонезији и Папуи Новој Гвинеји.

## Станиште
Врста Parantica kirbyi има станиште на копну.

## Угроженост
Ова врста није угрожена, и наведена је као последња брига јер има широко распрострањење.